# Премія «Золотий глобус» за найкращий сценарій
Премія «Золотий глобус» за найкращий сценарій до художнього фільму — престижна нагорода Голлівудської асоціації іноземної преси, яку присуджують щорічно з 1948 року.
Нижче наведений повний список переможців і номінантів.
Імена переможців виділені окремим кольором.

## 2000—2009
| Рік  | Премія | Переможці та номінанти                                       |
| ---- | ------ | ------------------------------------------------------------ |
| 2000 | 57-ма  | • «Краса по-американськи» — Алан Болл                        |
| 2000 | 57-ма  | • «Бути Джоном Малковичем» — Чарлі Кауфман                   |
| 2000 | 57-ма  | • «Правила виноробів» — Джон Ірвінг                          |
| 2000 | 57-ма  | • «Своя людина» — Майкл Манн, Ерік Рот                       |
| 2000 | 57-ма  | • «Шосте відчуття» — М. Найт Ш'ямалан                        |
| 2001 | 58-ма  | • «Трафік» — Стівен Гейген                                   |
| 2001 | 58-ма  | • «Майже знамениті» — Камерон Кроу                           |
| 2001 | 58-ма  | • «Перо маркіза де Сада» — Даг Райт                          |
| 2001 | 58-ма  | • «Вундеркінди» — Стів Кловз                                 |
| 2001 | 58-ма  | • «Ти можеш на мене розраховувати» — Кеннет Лонерган         |
| 2002 | 59-та  | • «Ігри розуму» — Аківа Голдсмен                             |
| 2002 | 59-та  | • «Госфорд-парк» — Джуліан Феллоуз                           |
| 2002 | 59-та  | • «Людина, якої не було» — Ітан Коен, Джоел Коен             |
| 2002 | 59-та  | • «Пам'ятай» — Крістофер Нолан                               |
| 2002 | 59-та  | • «Малхолланд Драйв» — Девід Лінч                            |
| 2003 | 60-та  | • «Про Шмідта» — Александр Пейн, Джим Тейлор                 |
| 2003 | 60-та  | • «Адаптація» — Чарлі Кауфман / Дональд Кауфман              |
| 2003 | 60-та  | • «Чикаго» — Білл Кондон                                     |
| 2003 | 60-та  | • «Далеко від раю» — Тодд Гейнс                              |
| 2003 | 60-та  | • «Години» — Девід Гейр                                      |
| 2004 | 61-ша  | • «Труднощі перекладу» — Софія Коппола                       |
| 2004 | 61-ша  | • «Холодна гора» — Ентоні Мінгелла                           |
| 2004 | 61-ша  | • «В Америці» — Джим Шеріден, Кірстен Шеріден, Наомі Шеріден |
| 2004 | 61-ша  | • «Реальна любов» — Річард Кертіс                            |
| 2004 | 61-ша  | • «Таємнича річка» — Брайан Гелґеленд                        |
| 2005 | 62-га  | • «На узбіччі» — Александр Пейн, Джим Тейлор                 |
| 2005 | 62-га  | • «Авіатор» — Джон Логан                                     |
| 2005 | 62-га  | • «Близькість» — Патрік Марбер                               |
| 2005 | 62-га  | • «Вічне сяйво чистого розуму» — Чарлі Кауфман               |
| 2005 | 62-га  | • «Чарівна країна» — Девід Мегі                              |
| 2006 | 63-тя  | • «Горбата гора» — Ларрі МакМертрі, Діана Оссана             |
| 2006 | 63-тя  | • «Зіткнення» — Пол Гаґґіс, Боббі Мореско                    |
| 2006 | 63-тя  | • «Добраніч, та нехай щастить» — Джордж Клуні, Ґрант Геслоу  |
| 2006 | 63-тя  | • «Матч-пойнт» — Вуді Аллен                                  |
| 2006 | 63-тя  | • «Мюнхен» — Тоні Кушнер, Ерік Рот                           |
| 2007 | 64-та  | • «Королева» — Пітер Морган                                  |
| 2007 | 64-та  | • «Вавилон» — Гільєрмо Арріага                               |
| 2007 | 64-та  | • «Відступники» — Вільям Монахан                             |
| 2007 | 64-та  | • «Як малі діти» — Тодд Філд, Том Перротта                   |
| 2007 | 64-та  | • «Скандальний щоденник» — Патрік Марбер                     |
| 2008 | 65-та  | • «Старим тут не місце» — Ітан Коен, Джоел Коен              |
| 2008 | 65-та  | • «Спокута» — Крістофер Гемптон                              |
| 2008 | 65-та  | • «Війна Чарлі Вілсона» — Аарон Соркін                       |
| 2008 | 65-та  | • «Скафандр і метелик» — Рональд Гарвуд                      |
| 2008 | 65-та  | • «Джуно» — Діабло Коді                                      |
| 2009 | 66-та  | • «Мільйонер з нетрів» — Саймон Боуфой                       |
| 2009 | 66-та  | • «Загадкова історія Бенджаміна Баттона» — Ерік Рот          |
| 2009 | 66-та  | • «Сумнів» — Джон Патрік Шенлі                               |
| 2009 | 66-та  | • «Фрост проти Ніксона» — Пітер Морган                       |
| 2009 | 66-та  | • «Читець» — Девід Гейр                                      |

## 2010—2019
| Рік  | Премія | Переможці та номінанти                                                                                    |
| ---- | ------ | --- |
| 2010 | 67-ма  | • «Вище неба» — Джейсон Райтман, Шелдон Тернер                                                            |
| 2010 | 67-ма  | • «Дев'ятий округ» — Нілл Блумкамп, Террі Тетчелл                                                         |
| 2010 | 67-ма  | • «Володар бурі» — Марк Боал                                                                              |
| 2010 | 67-ма  | • «Безславні виродки» — Квентін Тарантіно                                                                 |
| 2010 | 67-ма  | • «Як усе заплутано» — Ненсі Меєрс                                                                        |
| 2011 | 68-ма  | • «Соціальна мережа» — Аарон Соркін                                                                       |
| 2011 | 68-ма  | • «127 годин» — Денні Бойл, Саймон Боуфой                                                                 |
| 2011 | 68-ма  | • «Початок» — Крістофер Нолан                                                                             |
| 2011 | 68-ма  | • «Дітки в порядку» — Ліза Холоденко, Стюарт Бламберг                                                     |
| 2011 | 68-ма  | • «Король говорить!» — Девід Сейдлер                                                                      |
| 2012 | 69-та  | • «Опівночі в Парижі» — Вуді Аллен                                                                        |
| 2012 | 69-та  | • «Артист» — Мішель Азанавічус                                                                            |
| 2012 | 69-та  | • «Нащадки» — Александр Пейн, Джим Раш, Нет Фексон                                                        |
| 2012 | 69-та  | • «Березневі іди» — Джордж Клуні, Ґрант Геслоу, Боу Віллімон                                              |
| 2012 | 69-та  | • «Людина, яка змінила все» — Стівен Заіллян, Аарон Соркін                                                |
| 2013 | 70-та  | • «Джанґо вільний» — Квентін Тарантіно                                                                    |
| 2013 | 70-та  | • «Арго» — Кріс Терріо                                                                                    |
| 2013 | 70-та  | • «Лінкольн» — Тоні Кушнер                                                                                |
| 2013 | 70-та  | • «Збірка промінців надії» — Девід О. Расселл                                                             |
| 2013 | 70-та  | • «Тридцять хвилин по півночі» — Марк Боал                                                                |
| 2014 | 71-ша  | • «Вона» — Спайк Джонз                                                                                    |
| 2014 | 71-ша  | • «12 років рабства» — Джон Рідлі                                                                         |
| 2014 | 71-ша  | • «Американська афера» — Девід О. Расселл, Ерік Воррен Сінгер                                             |
| 2014 | 71-ша  | • «Небраска» — Боб Нельсон                                                                                |
| 2014 | 71-ша  | • «Філомена» — Стів Куґан, Джефф Поуп                                                                     |
| 2015 | 72-га  | • «Бердмен» — Алехандро Гонсалес Іньярріту, Ніколас Джіакобоне, Армандо Бо, Александер Дінеларіс молодший |
| 2015 | 72-га  | • «Готель «Ґранд Будапешт» — Вес Андерсон                                                                 |
| 2015 | 72-га  | • «Загублена» — Гіліян Флінн                                                                              |
| 2015 | 72-га  | • «Імітаційна гра» — Грем Мур                                                                             |
| 2015 | 72-га  | • «Юність» — Річард Лінклейтер                                                                            |
| 2016 | 73-тя  | • «Стів Джобс» — Аарон Соркін                                                                             |
| 2016 | 73-тя  | • «Кімната» — Емма Доног’ю                                                                                |
| 2016 | 73-тя  | • «У центрі уваги» — Джош Сінгер, Том Маккарті                                                            |
| 2016 | 73-тя  | • «Гра на пониження» — Чарльз Рендольф, Адам Мак-Кей                                                      |
| 2016 | 73-тя  | • «Мерзенна вісімка» — Квентін Тарантіно                                                                  |
| 2017 | 74-та  | • «Ла-Ла Ленд» — Демієн Шазелл                                                                            |
| 2017 | 74-та  | • «Місячне сяйво» — Баррі Дженкінс                                                                        |
| 2017 | 74-та  | • «Манчестер біля моря» — Кеннет Лонерган                                                                 |
| 2017 | 74-та  | • «Нічні звірі» — Том Форд                                                                                |
| 2017 | 74-та  | • «Будь-якою ціною» — Тейлор Шерідан                                                                      |
| 2018 | 75-та  | • «Три білборди за межами Еббінга, Міссурі» — Мартін Макдонах                                             |
| 2018 | 75-та  | • «Секретне досьє» — Джош Сінгер, Ліз Ганна                                                               |
| 2018 | 75-та  | • «Леді-Птаха» — Ґрета Ґервіґ                                                                             |
| 2018 | 75-та  | • «Форма води» — Гільєрмо дель Торо, Ванесса Тейлор                                                       |
| 2018 | 75-та  | • «Гра Моллі» — Аарон Соркін                                                                              |
| 2019 | 76-та  | • «Зелена книга» — Пітер Фарреллі, Нік Валлелонга, Браян Хейес Каррі                                      |
| 2019 | 76-та  | • «Фаворитка» — Дебора Девіс, Тоні Макнамара                                                              |
| 2019 | 76-та  | • «Якби Біл-стріт могла заговорити» — Баррі Дженкінс                                                      |
| 2019 | 76-та  | • «Рома» — Альфонсо Куарон                                                                                |
| 2019 | 76-та  | • «Влада» — Адам Мак-Кей                                                                                  |

## 2020—2029
| Рік  | Премія | Переможці та номінанти                                  |
| ---- | ------ | ------------------------------------------------------- |
| 2020 | 77-ма  | • «Одного разу... в Голлівуді» — Квентін Тарантіно      |
| 2020 | 77-ма  | • «Шлюбна історія» — Ной Баумбах                        |
| 2020 | 77-ма  | • «Паразити» — Пон Джун Хо                              |
| 2020 | 77-ма  | • «Два папи» — Ентоні Маккартен                         |
| 2020 | 77-ма  | • «Ірландець» — Стівен Заіллян                          |
| 2021 | 78-ма  | • «Суд над чиказькою сімкою» — Аарон Соркін             |
| 2021 | 78-ма  | • «Перспективна дівчина» — Еміралд Фіннелл              |
| 2021 | 78-ма  | • «Манк» — Девід Фінчер                                 |
| 2021 | 78-ма  | • «Батько» — Флоріан Зеллер та Крістофер Гемптон        |
| 2021 | 78-ма  | • «Земля кочівників» — Хлої Чжао                        |
| 2022 | 79-та  | • «Белфаст» — Кеннет Брана                              |
| 2022 | 79-та  | • «Лакрична піца» — Пол Томас Андерсон                  |
| 2022 | 79-та  | • «У руках пса» — Джейн Кемпіон                         |
| 2022 | 79-та  | • «Не дивіться вгору» — Адам Мак-Кей                    |
| 2022 | 79-та  | • «Бути Рікардо» — Аарон Соркін                         |
| 2023 | 80-та  | • «Банши Інішерина» — Мартін Мак-Дона                   |
| 2023 | 80-та  | • «Тар» — Тодд Філд                                     |
| 2023 | 80-та  | • «Все завжди і водночас» — Ден Кван і Деніел Шайнерт   |
| 2023 | 80-та  | • «Говорять жінки» — Сара Поллі                         |
| 2023 | 80-та  | • «Фабельмани» — Стівен Спілберг і Тоні Кушнер          |
| 2024 | 81-ша  | • «Анатомія падіння» — Жустін Тріє і Артур Арарі        |
| 2024 | 81-ша  | • «Барбі» — Ґрета Ґервіґ і Ноа Баумбак                  |
| 2024 | 81-ша  | • «Бідолашні створіння» — Тоні Макнамара                |
| 2024 | 81-ша  | • «Оппенгеймер» — Крістофер Нолан                       |
| 2024 | 81-ша  | • «Вбивці квіткової повні» — Мартін Скорсезе і Ерік Рот |
| 2024 | 81-ша  | • «Минулі життя» — Селін Сон                            |
| 2025 | 82-га  | • «Конклав» — Пітер Строган                             |
| 2025 | 82-га  | • «Емілія Перес» — Жак Одіар                            |
| 2025 | 82-га  | • «Субстанція» — Коралі Фаржа                           |
| 2025 | 82-га  | • «Справжній біль» — Джессі Айзенберг                   |
| 2025 | 82-га  | • «Бруталіст» — Бреді Корбет і Мона Фастволд            |
| 2025 | 82-га  | • «Анора» — Шон Бейкер                                  |